# Turnbeutel

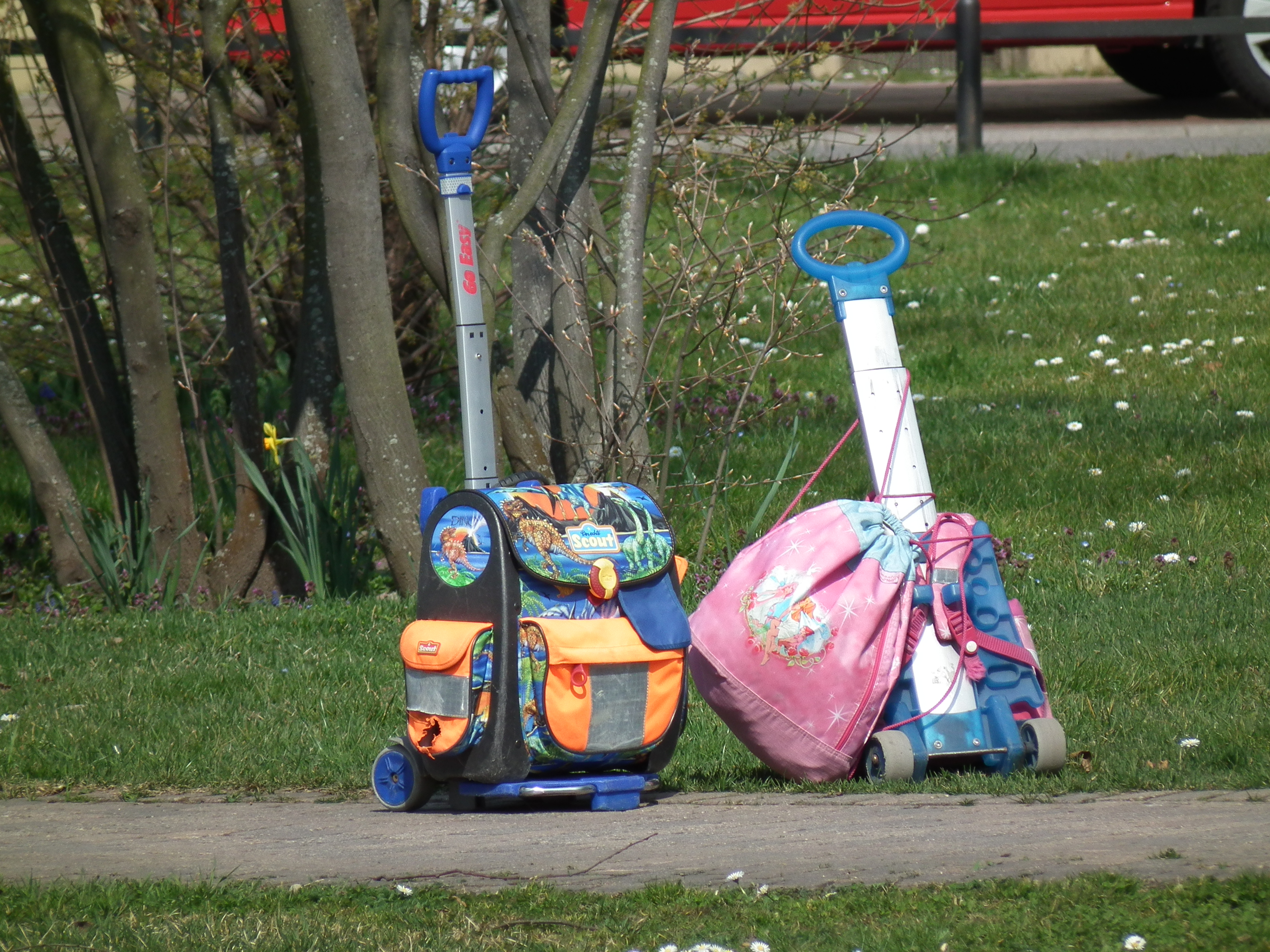
Turnbeutel (rosa) an einem Ranzentrolley

Ein Turnbeutel ist ein Beutel, der zum Transport von Turnschuhen, Turnhose und -hemd sowie Trainingsanzug dient. Er ist überwiegend aus Stoff und wird meistens mit einer Zugschnur verschlossen. Er wird vor allem von Kindergartenkindern und jüngeren Schülern an Tagen mit Sportunterricht ergänzend zum Schulranzen getragen. Zwischenzeitlich ist der Turnbeutel weitgehend von der geräumigeren Sporttasche verdrängt worden, die für Sportutensilien und Pflegemittel mehr Platz bietet. In der Schweiz und in Teilen Österreichs wird der Turnbeutel auch als Turnsack bezeichnet.
Der Begriff des Turnbeutels taucht Mitte der 1950er Jahre in der deutschen Sprache auf. In den Lehrplänen wurde festgelegt, dass als Teil der „Einhaltung der Grundregeln der Hygiene“ außer auf Körperreinigung und Reinhaltung von Übungsstätten auf „saubere Turnkleidung und Turnbeutel“ zu achten sei.
Im Jahr 2010 erlebte der Turnbeutel einen Modetrend als Lifestyle-Utensil der Kreativbranche. Seitdem hat sich der Turnbeutel (oft nur noch Beutel genannt) in den 2010er Jahren zu einer weitverbreiteten Alternative zum Rucksack oder zur Tasche (z. B. zur Handtasche) entwickelt, für nahezu jeden Anlass. Für sportliche Aktivitäten wird allerdings meist eher die Sporttasche gewählt.

## Abgeleitete Wörter
Die – um dem Sportunterricht zu entgehen – beliebte Ausrede, den Turnbeutel vergessen zu haben, führte zu dem noch heute gängigen Spottwort „Turnbeutelvergesser“, einer Gruppe, der sich der Comedian Bastian Pastewka zuordnet.
Es gibt auch einen Bildschirmschoner für den PC mit dem Titel Turnbeutelvergesser, der Synonyme für die übertragene Bedeutung Weichei anzeigt.
Turnbeutelverlierer gilt als Schimpfwort für Männer mit weiblicher Körpersprache.